# Schule Schloss Salem
La Schule Schloss Salem è un rinomato collegio con sede nell'ex abbazia imperiale di Salem nell'omonimo comune, non lontano dal Lago di Costanza. Il collegio, che ora opera in tre sedi diverse, è stato fondato nell'aprile 1920.
Fin dall'inizio la scuola è stata co-educativa. I fondatori Kurt Hahn, Karl Reinhardt e Massimiliano di Baden erano vicini alla pedagogia della riforma e, nonostante le diverse convinzioni politiche, svilupparono congiuntamente le strutture e i principi educativi che sono ancora vincolanti per la Salem di oggi.

## Panoramica
La scuola Schloss Salem oggi è composta da scuole spazialmente separate. I gradi 5°–10° si trovano nel sito di fondazione del castello di Salem, quelli superiori nelle due sedi del castello di Überlingen Spetzgart (grado 11°) e nel campus di Härlen, che è stato inaugurato nel 2000 (grado 12° e Salem College). La sede del castello di Hohenfels è stata chiusa alla fine dell'anno scolastico 2016/2017. Per l'anno scolastico 2017/2018, le classi dal 5º al 7º anno si sono trasferite a Schloss Salem. La sede del castello di Hohenfels è stata acquisita dalla EOS Adventure Education Association nel 2019 per creare un centro conferenze.
Il numero degli studenti era già oltre 700 e la scuola conta ora circa 300 studenti e studentesse, circa il 10% di questi sono studenti esterni che non vivono in collegio. Circa il 40% ha un background familiare internazionale e un buon 20% riceve una borsa di studio.

## Storia

### Dal 1919 al 1933

#### Nato come fondazione

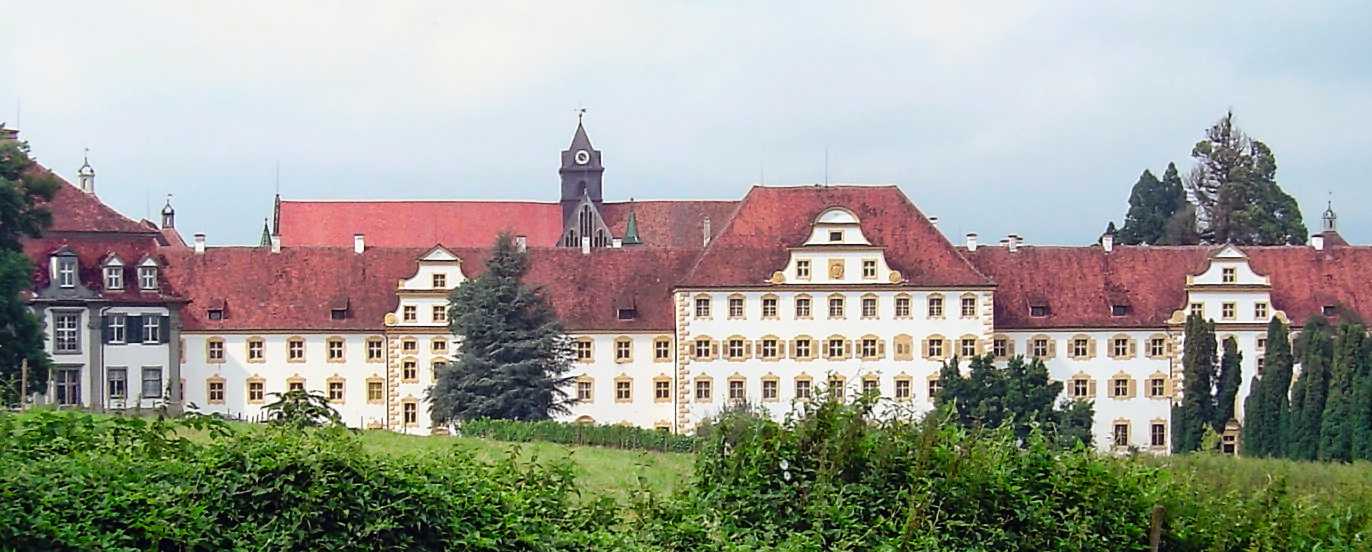
Castello di Salem a Salem

Il 14 aprile 1920, dopo i lavori preparatori nell'estate del 1919, il politico ed educatore Kurt Hahn aprì la Landschulheim Schloss Salem assieme al suo amico l'ex cancelliere Massimiliano di Baden e al consigliere privato Karl Reinhardt. Innanzitutto, secondo la volontà dei suoi fondatori, il progetto non avrebbe dovuto avere una moderna riforma educativa, ma piuttosto un mandato educativo politico conservatore nazionale. Il progetto del settembre 1919 prevedeva due classi per alcuni studenti nell'ala nord del castello di Salem. L'atto di fondazione venne firmato il 16 dicembre 1919, autenticato da un notaio e approvato una settimana dopo dal nuovo Ministero dello Stato di Baden. L'impulso per questa rapida istituzione nel dopoguerra fu determinato anche da ragioni fiscali e dal timore, del principe Massimiliano di Baden della cosiddetta "vittima imperiale", di cui si parlava nell'atto della fondazione. La casa granducale di Baden donò 800.000 marchi per il progetto. Dopo le sue dimissioni dal trono di Baden, Massimiliano di Baden ricevette un generoso compenso finanziario. 
Sulla base delle esperienze personali durante il periodo dell'Impero tedesco e della prima guerra mondiale, Salem ricevette dai suoi fondatori il mandato politico di educare le persone alla responsabilità. Lo scopo era, lungi dalle "città che mettono a dura prova la vita delle persone" (secondo lo sponsor della scuola principesca nel discorso di apertura di Hahn, la formazione di una nuova élite intellettuale in Germania dopo la guerra perduta. Kurt Hahn disse: “Se vogliamo conquistare l'anima del nostro popolo, dobbiamo, come Guglielmo il Conquistatore, erigere le nostre fortezze. Abbiamo bisogno di centri culturali murati." Se la Germania "tornasse sulla strada per diventare una potenza mondiale, tutto dipenderebbe dal fatto che, quando arriva un'altra grande ora, trovi una classe dirigente più dignitosa rispetto al 1914."

#### Iper inflazione
Nel 1924 venivano ancora esaminati esternamente i primi cinque diplomati, dei 75 studenti dell'epoca, circa 40 vivevano nel collegio. L'iperinflazione del 1922/1923 significò una grave crisi finanziaria per la Landschulheim, che portò a un riallineamento del corpo studentesco da accettare. Poiché una richiesta di aggiustamento dell'inflazione allo stato del Baden fu respinta dall'allora Primo Ministro Heinrich Köhler (centro), Hahn, insieme ai suoi dipendenti più importanti, Lina Richter e Marina Ewald, fondò l’Associazione degli amici di Salem, che fu in grado di raccogliere donazioni. Importi maggiori vennero forniti dalle famiglie Hahn, Delbrück e Mosse. La nuova direttrice commerciale della scuola e successivamente combattente della resistenza,, Elisabeth von Thadden, venne descritta, dal co-fondatore Max von Baden, come una "buona presa" a causa del suo lavoro di successo. In futuro, la scuola accolse il maggior numero possibile di ragazzi paganti, il che provocò "un certo sovraffollamento o, meglio ancora, un forte avvicinamento", come disse il principe Massimiliano. Tuttavia, la scuola richiedeva 200 marchi al mese e ulteriori extra minori, una cifra piuttosto onerosa anche per i genitori benestanti come quelli della famiglia Mann. Nel 1926, Bertoldo di Baden, figlio del co-fondatore, passò anche la sua maturità a Salem.

#### Scuole secondarie
Intorno al 1930 furono fondate scuole secondarie nelle vicinanze del castello di Salem: per la scuola inferiore si trattava del castello di Hohenfels e di Hermannsberg (Hattenweiler). Già nel 1929 il castello di Spetzgart fu fondato a Überlingen, inizialmente come scuola femminile per le scuole medie e superiori. I vari luoghi modellano strutturalmente l'educazione di Salem fino ad oggi, poiché offrono la possibilità di un'istruzione differenziata per età.

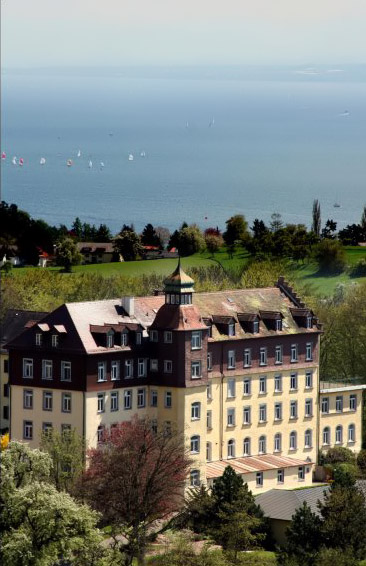
Castello di Spetzgart a Überlingen

### Dal 1933 al 1945
Durante l'era nazista, Salem attraversò la "fase più difficile della sua storia" dal 1934 al 1943 sotto la direzione di Heinrich Blendinger (1881-1957). Il rapporto tra la scuola e il movimento nazista era teso e la presa del potere, nel 1933, portò quasi al suo scioglimento. Poiché la sua continua esistenza sembrava essere importante per lo stato nazista, fu in grado di continuare il suo lavoro fino agli ultimi mesi della guerra. Contrariamente ad altre informazioni, Salem non divenne un'istituzione educativa politica nazionale (Napola). L'affermazione che Salem "nel complesso è riuscita a mantenere la continuità della scuola" e che il nazionalsocialismo "non poteva [non] colpire il centro di Salem" rimase a lungo senza esame critico. Il primo esame critico della storia della scuola durante il nazionalsocialismo mostrò che Salem era anche sincronizzata e aveva presidi affini al NS che gradualmente licenziarono tutti gli studenti e gli impiegati ebrei. Kurt Hahn, che era lui stesso un ebreo, fu tenuto in "custodia cautelare" per cinque giorni nella prigione di Überlingen nel marzo 1933 e dovette rinunciare all'amministrazione scolastica. Dopo l'intervento di circoli influenti, fu in grado di emigrare nel Regno Unito nel luglio di quell'anno. Lì fu determinante nella fondazione del collegio scozzese Gordonstoun, che in seguito ebbe studenti di spicco come Carlo, principe del Galles.
In Gustav Mittelstraß (1891-1943), la scuola aveva già trovato un preside nazionalsocialista nel 1933, che cercò di soddisfare l'aspettativa diretta dallo stato nazista a Salem che sarebbe diventata una "scuola modello nel senso del nuovo Reich tedesco". Nell'autunno 1934 il 94% degli studenti erano nella "Gioventù Hitleriana." Da Birklehof giunse il suo collega Dr. Johannes Fluck, a cui, in quanto convinto nazionalsocialista, fu affidato il compito di guidare ed espandere il gruppo "Gioventù Hitleriana." Molti dei nuovi e vecchi insegnanti si erano uniti al Partito Nazionalsocialista Tedesco dei Lavoratori, l'associazione degli insegnanti Sturmabteilung.
Dal 1934, il successore di Mittelstrass, Heinrich Blendinger, che, secondo testimoni contemporanei, aveva "le foto di Hitler e Kurt Hahn" cercò, come membro dell'NSDAP, di "salvare il più possibile lo spirito di Salem grazie a certe concessioni in delicato equilibrio." Dal 31 agosto 1941, Salem, come tutti i collegi tedeschi precedentemente privati, fu sottoposto all'ispezione delle scuole domestiche tedesche sotto l'SS-Obergruppenführer August Heissmeyer. Negli ultimi due numeri di guerra, nel giornale scolastico Schule Schloss Salem (n. 26, gennaio 1941 e n. 27, dicembre 1942) la direzione della scuola pubblicò le brevi biografie dei "nostri caduti" in memoriam: 79 membri della Wehrmacht e delle SS dalle file di ex studenti e insegnanti. Nella primavera del 1943, il preside Heinrich Blendinger si ammalò e non fu in grado di continuare nel suo incarico. Dal 1º giugno 1943 alle vacanze di Natale 1943 fu sostituito internamente dall'insegnante di Salem Carl Theil, prima che un membro delle SS assumesse per la prima volta la direzione della scuola nel gennaio 1944, l'SS-Obersturmführer Walter Schmitt. La scuola femminile di Spetzgart venne chiusa, il castello di Hohenfels chiuso a favore di una fabbrica di armamenti; tutti i vecchi insegnanti dovettero lasciare la scuola nel dicembre 1944.
Dopo la guerra, la scuola fu temporaneamente chiusa, nel luglio 1945, dal governo militare francese.

### Dal 1945 al 1970
Nel novembre 1945 Salem fu riaperta sotto la direzione di Marina Ewald, che aveva lavorato a Salem dalla fondazione della scuola, e con il sostegno di Bertoldo di Baden. Le altre sotto-scuole seguirono negli anni successivi. Nel 1950 fu fondata la "Altsalemer Vereinigung" (ASV).
Negli anni successivi la scuola riuscì a consolidarsi sotto la direzione alternata di Giorgio Guglielmo di Hannover, Axel von dem Bussche, Horst Freiherr von Gersdorff e Hartwig von Bernstorff negli anni '60.
Dopo la seconda guerra mondiale, Kurt Hahn contribuì a fondare le seguenti scuole, che si basano sui suoi principi pedagogici:
- 1949: Anavryta, Grecia
- 1949: Fondazione Louisenlund, Germania
- 1955: Battisborough, Inghilterra
- 1959: Rannoch, Scozia
- 1959: Box Hill, Inghilterra
- 1965: Scuola ateniese, USA

Un'altra importante scuola fondata da Kurt Hahn fu l’Atlantic College in Galles, che aprì nell'agosto 1962 con 54 studenti. L'Atlantic College è la scuola fondatrice del movimento United World College, che mira a educare la tolleranza e la responsabilità sociale attraverso l'istruzione multinazionale e l'impegno sociale. 
Nel giugno del 1966, nel giorno del suo compleanno, Jocelin Winthrop-Young fondò a Salem la cosiddetta Round Square Conference, che prende il nome da un edificio storico circolare con cortile interno a Gordonstoun. Questa associazione internazionale di collegi di tutto il mondo ha gettato le basi per l'internazionalità di Salem, che si esprime oggi nella forma dell'International Baccalaureate, un corpo studentesco internazionale e un ampio sistema di scambi studenteschi.

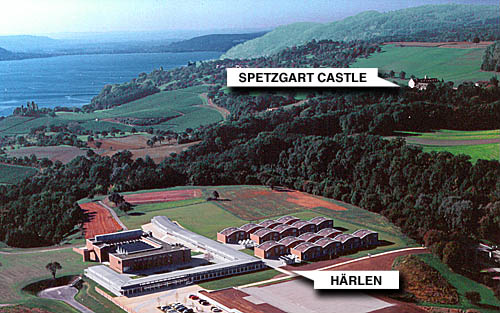
Sedi di Härlen e Spetzgart a Überlingen

### 1970-2005
Nonostante la difficile situazione economica di Salem, nei primi anni '70, il collegio della scuola superiore di Spetzgart è stato costituito sotto la direzione di Ilse Lichtenstein-Rother e dal 1974 sotto la direzione di Bernhard Bueb. Inoltre, c'è stato un ulteriore sviluppo delle altre scuole secondarie di Salem. Kurt Hahn ha accompagnato questo sviluppo fino alla sua morte nel 1974.
A metà degli anni '80 Salem si trovava in una posizione di pericolo a causa di una lite con il margravio come proprietario del castello di Salem; la cessazione dei diritti d'uso del castello era già stata annunciata. Nel 1996 venne raggiunto un accordo tra Haus Baden e la scuola con un contratto di locazione a lungo termine. Tuttavia, con il sostegno del consiglio dell'associazione sponsor, il direttore della scuola Schloss Salem realizzò l'ampliamento della scuola superiore attraverso le donazioni dei vecchi studenti alla fine degli anni '90 costruendo il Salem International College vicino a Überlingen. Con un volume di circa 70 milioni di marchi. Questa fondazione ha rappresentato il più grande progetto di costruzione di scuole private in Germania fino ad oggi. La realizzazione è stata curata da Arno Lederer, Jórunn Ragnarsdóttir e Marc Oei di Stoccarda.
Nel 2005, Bernhard Bueb ha rassegnato le dimissioni da direttore generale della Schule Schloss Salem e Dieter Plate da direttore del Salem International College dopo oltre 30 anni di servizio.

### Dal 2005
Dopo Bernhard Bueb, Ingrid Sund, ex capo della scuola tedesca a Parigi, assunse la gestione generale e Pelham Lindfield-Roberts la gestione del collegio di livello superiore. Il doppio rimpasto portò presto alla tensione e, dopo soli nove mesi, il consiglio del collegio annunciò la separazione da Lindfield-Roberts nel maggio 2006. Nell'estate dello stesso anno, la Sund si dimise dalla sua posizione e passò alla Scuola Urspring. Il consiglio di amministrazione del collegio venne quindi ricostituito.
Dopo una fase di riorientamento senza una gestione generale, Eva Marie Haberfellner ha ricoperto questa posizione dal 1º gennaio 2007. Il suo mandato era inizialmente previsto come provvisorio, ma a causa delle difficoltà nel trovare una persona adatta, mantenne l'incarico fino al 31 dicembre.
Il 1º settembre 2010 Monika Zeyer-Müller assunse la direzione della scuola. La direttrice dell'Alexander-von-Humboldt-Gymnasium di Schweinfurt era stata criticata nella sua scuola. Zeyer-Müller, figlia dell'ex primo ministro della Saarland Werner Zeyer, sottolineò che sarebbe stata politicamente neutrale al castello di Salem e avrebbe lasciato la sua appartenenza all'Unione Cristiano-Sociale in Baviera. Anche questa decisione del personale suscitò critiche ed è stata ritirata dopo poche settimane per evitare danni all'immagine dell'azienda. A causa di questo cambiamento, il consiglio di amministrazione e il consiglio della scuola rassegnarono le loro dimissioni.
Sulla scia dell'interesse dei media per lo scandalo degli abusi nei collegi, l'ex preside della scuola Bueb segnalò sorprendentemente casi di abusi a Salem nel marzo 2010. La direzione della scuola seguì quindi ogni singolo caso sospetto in passato. Si scoprì che i pochi casi si erano verificati molto tempo prima e che la scuola aveva reagito in modo coerente, quando ne era venuta a conoscenza, e aveva immediatamente allontanato i dipendenti interessati. In questo contesto, il presidente del consiglio di sorveglianza della scuola, Robert Leicht, dichiarò, al termine dei lavori di un difensore civico: “Non ci sono stati abusi sistemici - e mezzi sistemici secondo me: la direzione della scuola lo sapeva, ma non fece nulla. .. Non si trattava solo di prevenire le violazioni del diritto penale. Anche la mancanza di distanza degli adulti nei rapporti con gli studenti è motivo di intervento. L'etica pedagogica non deve essere confusa con il presunto eros pedagogico."
Dal 1º agosto 2012 Bernd Westermeyer è il direttore generale di Schule Schloss Salem gGmbH e presidente della direzione. Veniva dalla Pforta State School, che ha diretto per cinque anni come rettore Portensis.
Per l'anno scolastico 2017, i gradi inferiore e medio sono stati uniti nel luogo di fondazione dello Schloss Salem e il castello di Hohenfels è stato venduto come sede della scuola inferiore dopo oltre ottant'anni di utilizzo. Questo passaggio è stato associato a investimenti per oltre 22 milioni di euro nel sito del Castello di Salem (ristrutturazione del campo sportivo all'aperto e del "Rentamt" come edificio per i gradi 5° e 6°, secondo palazzetto dello sport, ampliamento delle scienze naturali, nuovo ristorante, aule per i gradi 5°–8°, espansione internazionale dell'asse centrale del castello con "Sala studio" come centro di autoapprendimento per i gradi 10° e nuovi alloggi per ragazze di grado 10°, nuova costruzione di laboratori di corporazione e aule per i gradi 7° e 8° oltre a un auditorium multifunzionale con 350 posti a sedere e un palco permanente).

### 100º anniversario
Il 3 aprile 2020 venne pianificata la cerimonia per i 100 anni dall'istituzione della scuola. Il compleanno della scuola ha dovuto essere posticipato al maggio 2021 a causa della pandemia di COVID-19. Una pubblicazione commemorativa illustrata è apparsa nelle librerie nella primavera del 2020.

## Pubblicazioni scolastiche
La scuola ha pubblicato, dal 1926 al 1942 (numeri 1–27) e, dopo un'interruzione dovuta alla guerra, dal 1949 (numero 28) al 1991 (numero 58) nella propria casa editrice, la Salemer Hefte, un periodico con saggi, relazioni e discorsi dei suoi dirigenti, personale educativo e studenti. Una serie con lo stesso nome, edita dall'ufficio culturale Bodenseekreis Salem, esiste dal 2007. Entro il 2019 sono stati pubblicati otto volumi a tema e cataloghi di mostre sull'ex monastero e sulla scuola.

## Motto
Il motto della scuola è, dal 2008, "Persönlichkeiten bilden" (formazione di personalità). La formulazione è volutamente ambigua e significa che da un lato le personalità degli insegnanti plasmano la vita quotidiana della scuola e del collegio a Salem, dall'altro gli studenti dovrebbero sviluppare i loro talenti al meglio delle loro capacità al di là di un'istruzione accademica ben fondata. Si tratta principalmente di costruzione del carattere nel contesto dell'educazione olistica a scuola.
L'unità di educazione e insegnamento, di vita e di apprendimento basata sull'esperienza, sia da una prospettiva sociale, accademica o musicale-creativa, è il principio guida della pedagogia di Salem. Questo concetto era già stato riassunto nel 1930 da Kurt Hahn per le scuole da lui fondate nelle sue cosiddette Sette leggi di Salem. I servizi di Salem, l'artigianato, lo sport, la musica, il teatro, l'educazione all'avventura, un gran numero di gruppi di lavoro e, ultimo ma non meno importante, l’esperienza del collegio, insieme alle lezioni scolastiche, rappresentano l'educazione olistica e le esigenze educative di Salem.
Durante gli anni Settanta e Ottanta, la scuola sotto il suo direttore Bernhard Bueb, ha dovuto lottare con problemi di rendimento e disciplina all'interno del corpo studentesco. Insieme alle origini di molti studenti provenienti da famiglie benestanti, Salem si guadagnò la reputazione di custode di ragazzi trascurati.
Sotto questa impressione, Bueb si rivolse a idee chiaramente più conservatrici e implementò una pedagogia più coerente e più performante e orientata all'autorità, che espose nel suo libro del 2006, Lob der Disziplin, dopo il suo periodo di direzione della scuola. I bambini e i giovani dovrebbero ricevere attenzione e incoraggiamento dagli insegnanti, ma anche richieste chiare e coerenza al fine di sviluppare i loro talenti in modo olistico e apprendere la responsabilità. Bueb lamenta il discredito di qualsiasi autorità attraverso l'esperienza del nazionalsocialismo. La paura gioca un ruolo positivo nell'educazione perché la paura della punizione promuove il rispetto delle regole e dei confini. Queste posizioni hanno ricevuto dure critiche pubbliche. In particolare, Salem ha effettuato controlli molto più severi negli anni '90, su alcol e droghe illegali e sanzioni fino all'espulsione dalla scuola.
La qualità dell'istruzione scolastica gioca un ruolo sempre più importante rispetto agli anni di fondazione della scuola. L'introduzione del sistema IB, l'acquisizione internazionale di studenti e insegnanti e la politica delle borse di studio, che è stata specificamente sviluppata dagli anni '80, hanno l'obiettivo di innalzare lo standard scolastico e arricchire la vita scolastica e di convitto con un corpo studentesco motivato e diversificato. La scuola fornisce 2,1 milioni di euro all'anno per questa promozione dei giovani talenti. Scolari e dipendenti di oltre 40 nazioni vivono e lavorano a Salem.

## Attuali sviluppi educativi
Nonostante il dibattito in corso sulla reintroduzione del G9, il collegio è ancora al liceo di otto anni. La direzione della scuola è convinta che sarà in grado di raggiungere uno sviluppo personale completo in otto anni.
Il Salem College ha colmato il divario tra scuola e studi dal 2013.
Dal 2014, gli studenti del Lago di Costanza possono anche sostenere esami di musica secondo gli standard internazionali dell'ABRSM.

## Gradi
Salem è una scuola di grammatica riconosciuta dallo stato presso la quale è possibile sostenere in inglese sia il German Abitur (titolo di studio universitario generale secondo la legge del Baden-Württemberg) che l'International Baccalaureate (IB). Un ramo scolastico di lingua inglese sviluppato appositamente a Salem porta all'IB dal grado 8° in poi.
Nel 2013 è stato fondato il Salem College interdisciplinare per consentire ai diplomati delle scuole superiori di fare una scelta informata della carriera e del corso di studi. Il rettore fondatore è l'ex segretario generale della Fondazione accademica nazionale tedesca, Gerhard Teufel.
Dall'anno scolastico 2018/2019, Salem offre anche il programma “10 Plus”, un ramo triennale di sviluppo delle scuole superiori che ha lo scopo di consentire agli ex studenti delle scuole secondarie e ad altri “studenti secondari” di ottenere il diploma di scuola superiore.

## Costi
Nell'anno scolastico 1978/1979, il costo annuale per studente oscillava tra 16.500 e 21.300 marchi, a seconda del gruppo di pagamento.
Nel 2008 si è saputo che anche gli uffici dell'assistenza ai giovani di Salem fungono da pagatori.
Oggi, le tasse scolastiche per gli studenti del collegio sono basate sul voto e per gli studenti interni nell'anno scolastico 2020/2021 sono comprese tra 43.000 e 47.500 euro all'anno (esclusi i costi aggiuntivi).

## Organizzazione e comitati alla Schule Schloss Salem

### Club di imbarco
La scuola è di proprietà privata dell'associazione senza scopo di lucro Schule Schloss Salem e. V. Il Club è composto principalmente da studenti della vecchia scuola. L'associazione può eleggere nuovi membri, ma secondo lo statuto del 2 maggio 2009 ha il diritto di proporre questo a un comitato di nomina di tre persone, che formula anche suggerimenti per l'elezione al consiglio dell'associazione e al consiglio di amministrazione della scuola.
Il consiglio di amministrazione del boarding club è composto da cinque membri eletti per tre anni durante la riunione plenaria. I membri del consiglio sono responsabili secondo le norme del diritto delle associazioni. Dal 2010 al 2019 Robert Leicht è stato presidente del consiglio di amministrazione dell'associazione sponsor. Durante il suo mandato, hanno avuto luogo l'apertura del Salem College di Überlingen, la chiusura del sito del castello di Hohenfels e milioni di investimenti nella ristrutturazione del sito del castello di Salem. Leicht era stato uno studente del collegio dal 1954 al 1963.
Il 16 marzo 2019 Maximilian Dietzsch-Doertenbach è stato eletto presidente del consiglio dell'associazione sponsor. Tra il 1963 e il 1970 era stato studente alla scuola Schloss Salem. Sua moglie, Nicole Dietzsch-Doertenbach, che è anche nel consiglio, è la figlia di Axel von dem Bussche, che fu a capo della scuola dal 1959 al 1962.

### Schule Schloss Salem società operativa senza scopo di lucro
Nel 2009 il collegio ha trasferito l'attività operativa della scuola a una GmbH senza scopo di lucro, la "Schule Schloss Salem gGmbH", di cui detiene il 100% delle azioni. Il consiglio di amministrazione è anche il consiglio di sorveglianza di questa società. La nomina o il licenziamento dei tuoi tre amministratori delegati, compreso il direttore generale della scuola, è compito del consiglio di sorveglianza. La direzione della Schule Schloss Salem gGmbH è composta dal direttore commerciale Christian Niederhofer e dal direttore degli studi Brigitte Mergenthaler-Walter. La posizione della direzione generale è occupata dal 1º agosto 2012 da Bernd Westermeyer.
L'associazione ha un consiglio di fondazione che, oltre a Bernhard Prinz von Baden come presidente, comprende anche Beate Heraeus, Nicola Leibinger-Kammüller, August Oetker, Günther Oettinger e Bettina Würth.

### Altri organismi extracurricolari
The Friends of Salem Association (associazione di sponsor di Schule Schloss Salem e. V. - Förderverein) finanzia e realizza progetti che supportano il concetto educativo di Salem. L'associazione promotrice comprende genitori, colleghi e amici della scuola Schloss Salem.
La caritatevole Fondazione Kurt Hahn fornisce mezzi finanziari per consentire a bambini e giovani dotati di entrare a Salem attraverso borse di studio.
L’Altsalemer Vereinigung (ASV) è l'unione di ex studenti di Salem di tutte le età.

## Ex presidi
- 1920-1923: Kurt Hahn, Karl Reinhardt, direttori fondatori
- 1923-1933: Kurt Hahn
- 1924-1930: Wilhelm Schmidle (direttore educativo)
- 1933: Erich Meissner (direttore del collegio), Gustav Mittelstraß
- 1934-1943: Heinrich Blendinger
- 1943: Carl Theil, a nome di Heinrich Blendinger, durante la malattia
- Gennaio 1944-1945: SS-Obersturmführer Walter Schmitt
- 1945-1948: Marina Ewald
- 1948–1959: Giorgio Guglielmo di Hannover
- 1959–1962: Axel von dem Bussche
- 1962: Horst Freiherr von Gersdorff
- 1962–1971: Hartwig von Bernstorff
- 1972-1974: Ilse Lichtenstein-Rother
- 1974-2005: Bernhard Bueb
- 2005-2006: Ingrid Sund
- 2007-2011: Eva Marie Haberfellner
- 2012 - oggi: Bernd Westermeyer

## Ex insegnanti (selezione)
- Helene Baer (1906–), insegnante di lingue antiche e moderne a Hohenfels e Salem 1935–1948
- Otto Baumann (1890-1982), direttore degli studi, insegnante di storia 1920-1934, poi accettato nel servizio civile
- Hildegard Disch (1892-1948), Dr. phil., insegnante di greco e latino 1928-1948, partecipò alla ricostruzione della scuola nel 1945
- Marina Ewald (1887–1976), insegnante di inglese e geografia dal 1920, prima direttrice della scuola secondaria di Spetzgart nel 1929, dopo il 1945 direttrice generale
- Otto Glaeser (1884-1948), Dr. phil., insegnante di tedesco e storia a Salem e Hohenfels 1927-1944
- Maria Köppen (1890-1967), direttrice di Hermannsberg, poi di Spetzgart, dal 1937 di Hohenfels, insegnante 1921-1955
- Wilhelm Kuchenmüller (1900-1998), il dott. phil., insegnante di latino e greco 1920-1933
- Gertrud Kupffer (1889-1976), il dott. phil., direttore di Hermannsberg, insegnante di tedesco e storia dal 1926
- Elisabeth Levetzow (1910–), Dr. phil., impiegato presso Hohenfels, insegnante di latino e storia
- Gustav Mittelstraß (1891-1943), il Dr. phil., insegnante a Salem dal 1923 al 1924, diresse la scuola secondaria di Birklehof dal 1932 e fu nominato a Salem come primo preside NS nel 1933
- Alfred Raudenbusch (1904–), insegnante dal 1932 al 1933, poi ammesso al servizio civile
- Arnold Gottfried Reichenberger (1903-1977), Dr. phil., insegnante di latino, greco e tedesco 1927-1931
- Wilhelm Schmidle (1860–1951), direttore didattico, direttore degli studi, insegnante di matematica e scienze naturali 1924-1930
- Heinz Schüler (1899–), il Dr. phil., insegnante intorno al 1936-1944, dopo il 1945 al liceo di Überlingen
- Viktor Stegemann (1902-1948), Dr. phil., insegnante di greco e latino e direttore scolastico fino alla nomina all'Università di Würzburg nel 1939
- Carl Theil (1886-1945), il Dr. phil., insegnante 1941–1944, preside del 1943 per conto del malato Heinrich Blendinger

## Ex studenti (selezione)
- Bertoldo di Baden (1906–1963), figlio di Massimiliano di Baden
- Gabriele Inaara Begum Aga Khan (* 1963), Begum degli Ismaeliti
- Jan Balet (1913–2009), illustratore
- Patrice Bart-Williams (* 1979), cantante Reggae
- Günther Becker (1924–2007), compositore
- Hellmut Becker (1913–1993), giurista
- Andreas von Bernstorff (* 1945), politico (Grüne)
- Sebastian Blomberg (* 1972), attore
- Erik Blumenfeld (1915–1997), politico CDU
- Michael Braulke (* 1941), professore poi all'Università di Osnabrück
- Hans Brockmann, produttore cinematografico
- Hugo Cadenbach (1916–2000), banchiere e diplomatico
- Christian Delbrück (1944–2006), giornalista ed editore
- Bettina Fless (1961–2007), regista teatrale
- Wolf-Dietrich Foerster (1928–2021), pittore
- Esther Francksen (* 1970), attrice
- Pia Frankenberg (* 1957), regista cinematografico
- Rüdiger von Fritsch (* 1953), diplomatico
- Jochen Abraham Frowein (* 1934), studioso di diritto
- Joachim Egon Fürst zu Fürstenberg (1923–2002), imprenditore
- Lothar Gall (* 1936), storico
- Marian Gold (Hartwig Schierbaum) (* 1954) cantante degli Alphaville
- Sofia di Grecia (* 1938)
- Pedro Halffter (* 1971), compositore e direttore d'orchestra
- Hildegard Hamm-Brücher (1921–2016), politico
- Ernesto Augusto di Hannover (1914–1987), capo del Casato di Hannover
- Giorgio Guglielmo di Hannover (1915–2006), nipote dell'ultimo imperatore tedesco e cognato di Filippo di Edimburgo
- Oliver Hassencamp (1921–1988), scrittore
- Guido Herz (* 1950), diplomatico
- Claus Hüppe (1924–2009), imprenditore
- Wolfgang Kiessling (* 1937), imprenditore
- Hansjörg Kindler (1933–2015), teologo
- Christian Kracht (* 1966), scrittore
- Robert Leicht (* 1944), giornalista
- Malte Ludin (* 1942), regista e produttore
- Golo Mann (1909–1994), storico, figlio di Thomas Mann
- Monika Mann (1910–1992), scrittrice, figlia di Thomas Mann
- Peter Michaelis (* 1946), Manager
- Volker Michels (* 1943), Herausgeber von Hermann Hesse
- George Lachmann Mosse (1918–1999), Historiker
- Filippo di Edimburgo (1921–2021), Principe consorte della regina Elisabetta II
- Elisabeth Noelle-Neumann (1916–2010), dell'Istituto di demoscopia di Allensbach
- Hans-Ulrich von Oertzen (1915–1944), militare morto nell'Attentato a Hitler del 20 luglio 1944
- Philipp Plein (* 1978), designer e stilista
- Natacha Rambova (1897–1966), costumista
- Ilse Reiter (1920–2009), politico (DPS)
- Alice Ricciardi
- Klaus Schultze (* 1927), artista e ceramista
- Christoph Andreas Graf von Schwerin von Schwanenfeld (1933–1996), editore
- Walter Sittler (* 1952), attore
- Ariane Sommer (* 1977), attrice
- Berthold Maria Schenk Graf von Stauffenberg (* 1934), militare
- Andreas von Studnitz (* 1954), attore e regista
- Nicola Tiggeler (* 1960), attrice

## Altro
La Schule Schloss Salem è uno dei membri fondatori di Round Square e fa parte della Round Square Conference, un'associazione internazionale di oltre 200 scuole di tutti i continenti impegnate nella pedagogia di Kurt Hahn. Queste scuole lavorano secondo gli IDEALS of Round Square (International Understanding, Democracy, Environmental Stewardship, Adventure, Leadership, Service), implementano congiuntamente progetti di aiuto agli studenti in tutto il mondo e mantengono un vivace scambio globale di studenti.
I convitti Birklehof (1932) e Louisenlund (1949) furono fondati a Salem.
La scuola è membro dell'associazione scolastica "Blick über den Zaun" .
La Salem Castle School ha una partnership con la Tsinhua High School di Pechino.
Nel dicembre 2016 la Schule Schloss Salem è stata invitata a entrare a far parte della rete delle Scuole G20, che cerca di consentire ai capi delle scuole modello di tutto il mondo di scambiarsi idee (dal 2018 "Scuole G30").